# Fotokataliza heterogeniczna
Fotokataliza heterogeniczna – fotokataliza zachodząca na granicy faz (pomiędzy dwiema fazami: ciało stałe–ciecz, ciało stałe–gaz, ciecz–gaz). Fotokatalizatorami heterogenicznymi są półprzewodniki, zwykle tlenki i siarczki metali przejściowych. Pochłanianie światła prowadzi do powstawania dziury w pasmie walencyjnym i elektronu w paśmie przewodnictwa. Ładunki te mogą migrować w obrębie kryształu półprzewodnika i być pułapkowanie na powierzchni, jak również uczestniczyć w procesach międzyfazowego transferu elektronów z udziałem cząsteczki akceptora elektronów A i ich donora D. Występujące następnie reakcje redukcji i utlenienia produktów (A•− i D•+) prowadzą do powstania trwałych produktów końcowych (Ared i Dox). Niepożądanymi reakcjami ubocznymi są m.in. rekombinacja ładunków oraz reakcja redoks pomiędzy A•− i D•+ powodująca odtworzenie akceptora i donora.

Możliwe procesy zachodzące w fotokatalizatorze po wzbudzeniu

To, jakie cząsteczki mogą pełnić role akceptora/donora elektronów, zależy od potencjału redoks krawędzi pasm fotokatalizatora (odpowiednio dolnej krawędzi pasma przewodnictwa i górnej krawędzi pasma walencyjnego) i potencjału tychże molekuł. Przykładowo, cząsteczka wody może być zredukowana do wodoru przy potencjale −0,44 V vs. SHE (pH=7) lub być utleniona w 4-dziurowym procesie do tlenu przy potencjale 1,22 V vs. SHE (pH=7). Półprzewodniki, takie jak tlenki tytanu, cynku i żelaza (hematyt), mają krawędź pasma walencyjne o potencjale odpowiednio wysokim, aby fotogenerowane dziury mogły utlenić wodę do tlenu, ale już tylko pierwsze dwa z wymienionych fotokatalizatorów mają również wystarczający potencjał do redukcji wody do wodoru.

## Historia
Zastosowanie półprzewodników jako fotokatalizatorów  jest intensywnie badane od około trzech dekad. W 1972 roku, Fujishimna i Honda zaobserwował fotokatalityczny rozkład wody na TiO2. To wydarzenie zapoczątkowało nową erę w fotokatalizy heterogenicznej. Głównym celem wcześniejszych badań było zastosowania fotokatalitycznych systemów do efektywnego oczyszczania wody z toksycznych substancji. Od niedawna bada się kwantowe efekty związane z rozmiar na fotoreakcję dla nanocząstek półprzewodnikowych.